# 東浜駅

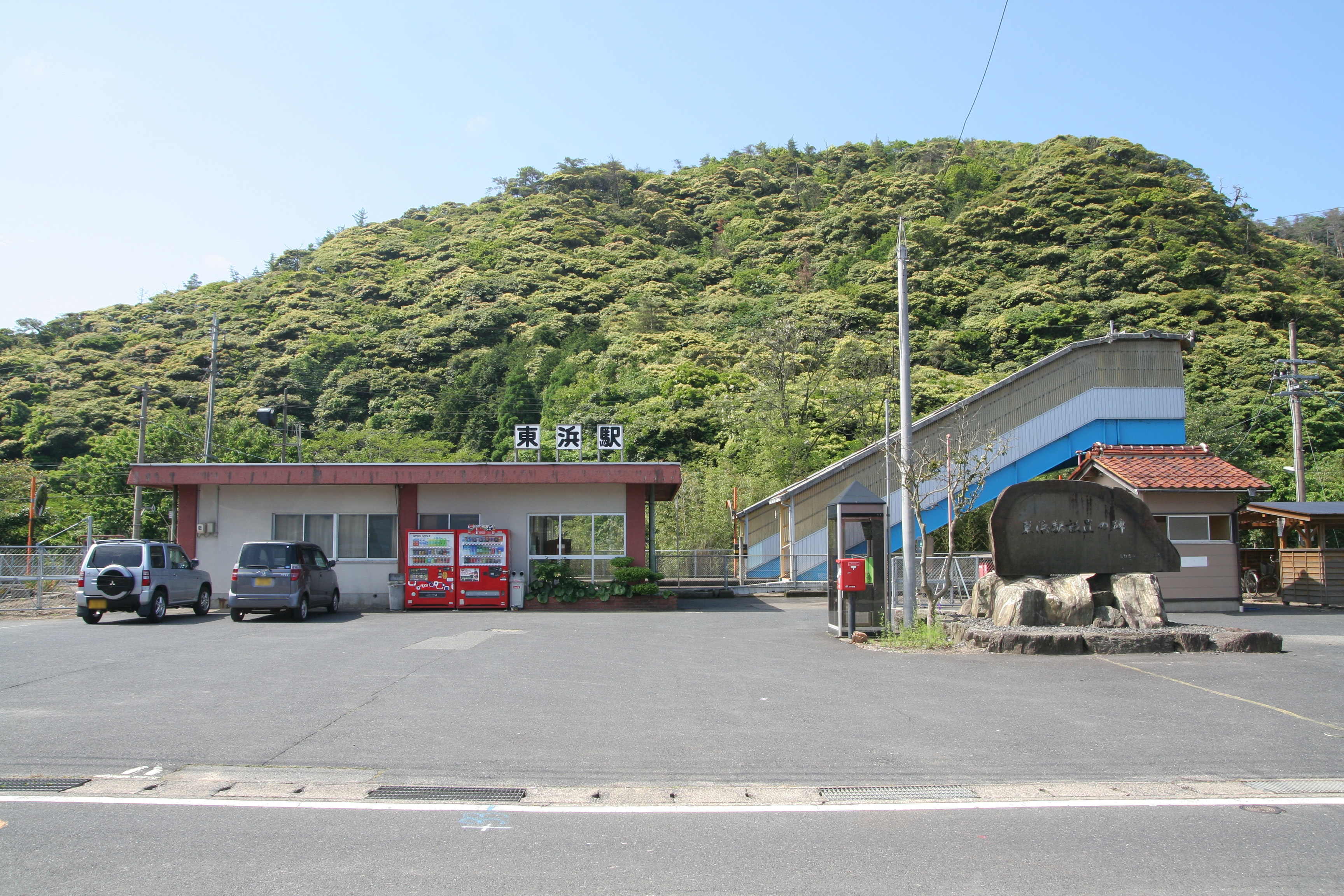
旧駅舎（2010年6月）

東浜駅（ひがしはまえき）は、鳥取県岩美郡岩美町大字陸上（）字下塚畑にある、西日本旅客鉄道（JR西日本）山陰本線の駅である。

## 歴史
当駅の所在する付近には、1911年に山陰本線が開通していたものの、当時は当駅は無く、隣の岩美駅と居組駅のみが新設された。このため当駅周辺の住民は歩いて両駅を利用するしか無く、大正 - 昭和初期にかけて3回に渡り駅新設の請願を行ったが、採算性を理由に拒まれた。第二次世界大戦後、当時の東村の村長だった岡田光治が20回以上に渡って国鉄への請願を繰返した結果、1949年に仮乗降場として開設され、1950年1月1日に正式な駅に昇格した。
駅開設後は東浜の利便性が大きく向上し、主に京阪神・山陽地方からやって来る臨海学校の子供らで賑わうようになった。このために最盛期には60軒に及ぶ民宿が建ち並び、バーやパチンコ店等も営業していた。しかしモータリゼーションの進展により駅は寂れ、国鉄の合理化に伴って1972年に無人駅化された。
JR西日本が2017年6月から運転を開始したクルーズトレイン「TWILIGHT EXPRESS 瑞風」では、「世界ジオパーク認定の浦富海岸の眺望と地引網の実演」を対象として、東浜駅が立ち寄り観光駅になった。これを受けて地元住民らが「株式会社東浜」を設立し、乗客を受け入れるレストランの準備などが始められた。
この「TWILIGHT EXPRESS 瑞風」の立寄りに合わせて、車両監修も行った浦一也に依頼して、駅舎改築工事が実施された。ステンレス鏡面仕上げの天井や待合室の全面透明ガラス窓を特徴とし、周りの風景に溶け込むことを狙った。また、合わせて駅前広場やトイレ整備も実施した。また、近くの旧保育所施設を、レストラン「AL MARE」（アル・マーレ、イタリア語で海辺の意）に改修した。2017年4月12日に新駅舎完成記念式典が、地元選出の石破茂衆議院議員や平井伸治鳥取県知事が参加して挙行された。

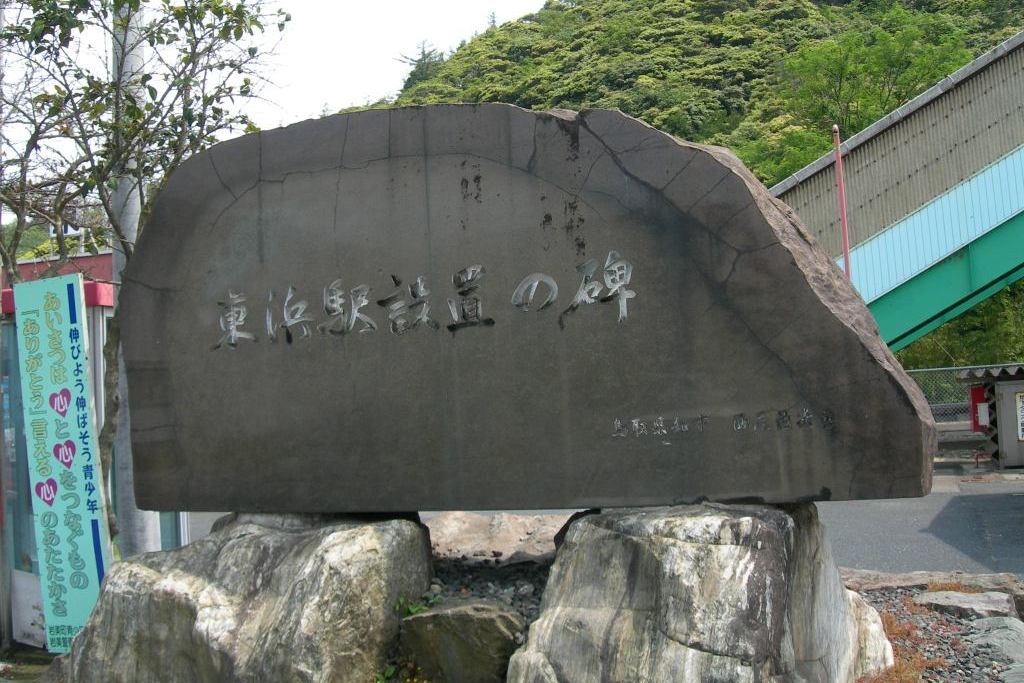
東浜駅設置の碑
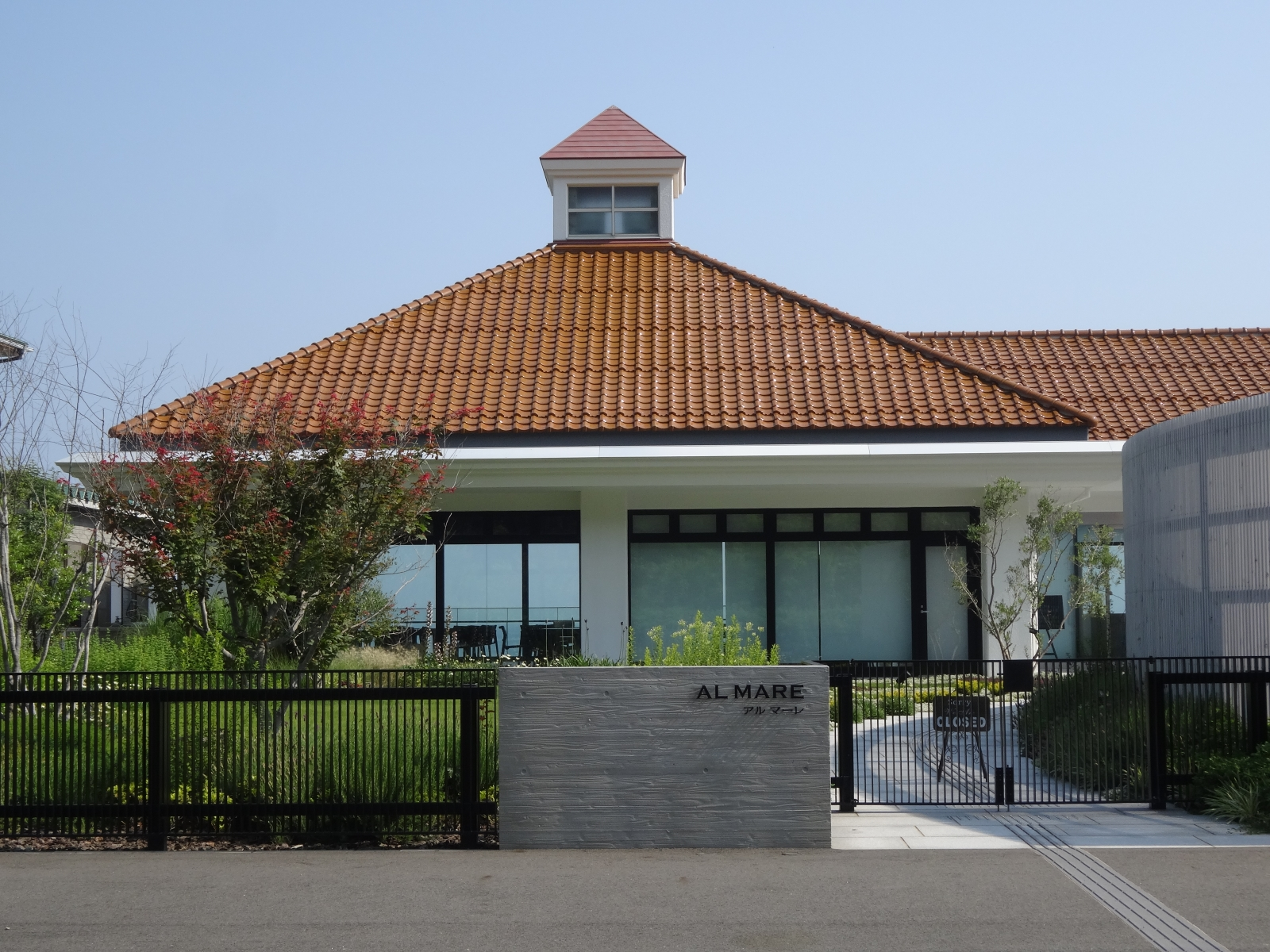
レストラン「AL MARE（アルマーレ）」

### 年表
- 1949年（昭和24年）：国鉄の仮乗降場として新設[3]。
- 1950年（昭和25年）1月1日：国鉄山陰本線居組駅 - 岩美駅間に開設[2]。
- 1954年（昭和29年）7月15日：車扱貨物取扱開始[2]。
- 1968年（昭和43年）
  - 9月26日：列車交換設備が完成し、下り線が新ホームに切替わる[8]。
  - 10月10日：貨物取扱廃止[2]。
- 1972年（昭和47年）2月10日：荷物扱い廃止[2][9]、無人駅化[10]。
- 1987年（昭和62年）4月1日：国鉄分割民営化に伴い、西日本旅客鉄道（JR西日本）に移管[2]。
- 2017年（平成29年）
  - 4月12日：新駅舎完成記念式典挙行[7][5]。
  - 6月17日：TWILIGHT EXPRESS 瑞風が運転を開始し、停車駅となった[4]。

## 駅構造

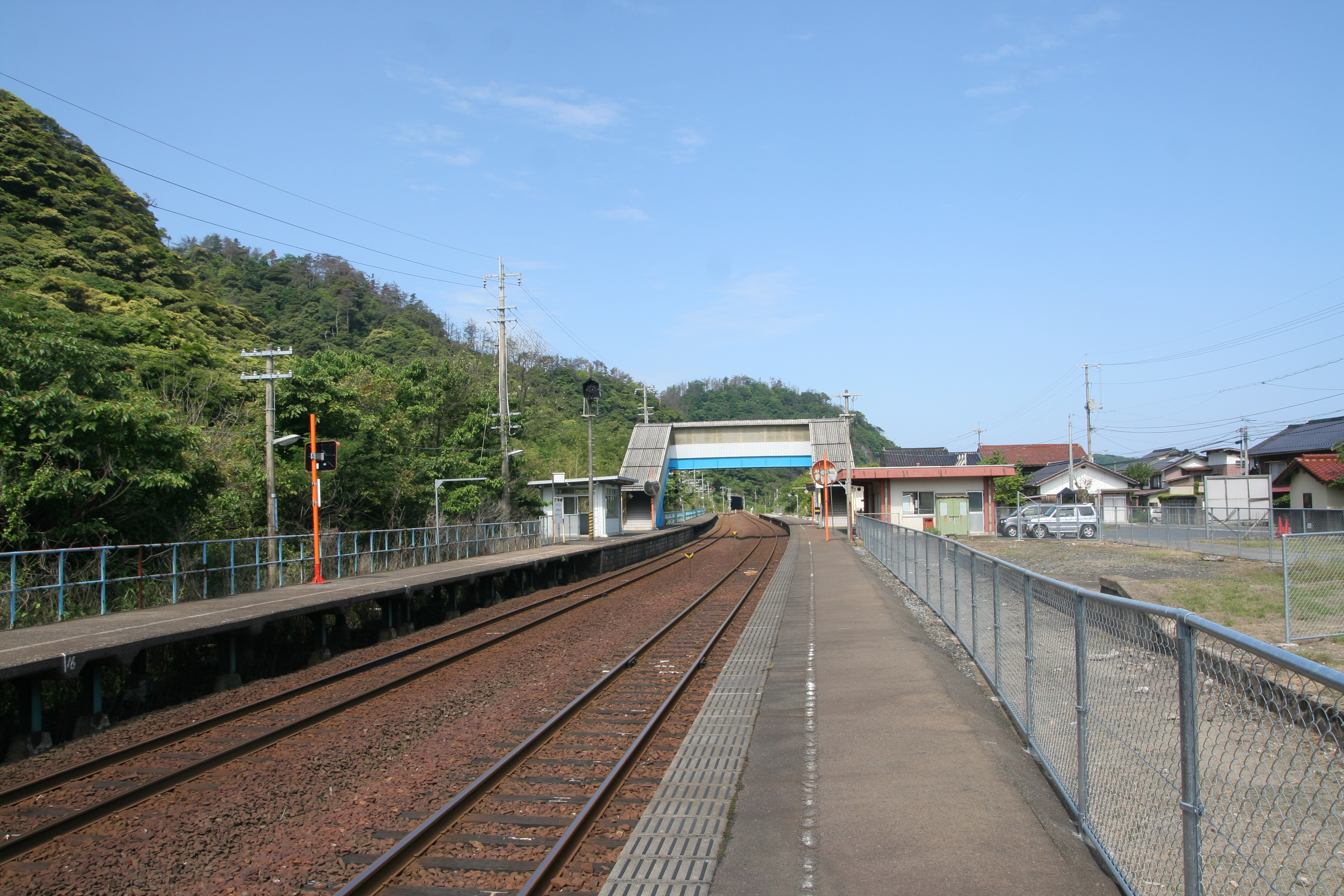
ホーム（2010年6月）

2面2線の相対式ホームを持ち、交換設備を有する地上駅である。双方向に出発信号機を備え、駅舎側1番のりばを直線とした1線スルー構造であり、対向列車と行違う下り停車列車は2番のりばを使用する。これ以外は1番のりばを使用する。なお、互いのホームは、跨線橋で連絡している。外にトイレが設置されている。
鳥取鉄道部管理の無人駅。以前は入口付近に乗車駅証明書発行機が設置されていた。
起点から見て山陰本線の最初の鳥取県の駅で、また県内最北端・中国地方最北端の駅でもある。当駅 - 居組駅間（上り第3閉塞信号付近）に近畿統括本部福知山管理部と山陰支社の境界標が存在する。ただ、営業キロ上の分界駅は居組駅だが、ダイヤ運用上では浜坂駅が事実上の境界として運用しているため、当駅を起終点とする試運転列車や回送列車等が設定される場合がある。非常時には折返し列車も設定されている。

### のりば
| のりば | 路線     | 方向 | 行先           |
| ------ | -------- | ---- | -------------- |
| 1      | 山陰本線 | 上り | 浜坂・豊岡方面 |
| 2      | 山陰本線 | 下り | 鳥取・米子方面 |

## 利用状況
| 1日乗降人員推移 | 1日乗降人員推移 |
| 年度            | 1日平均人数     |
| --------------- | --------------- |
| 2011年          | 80              |
| 2012年          | 80              |
| 2013年          | 77              |
| 2014年          | 66              |
| 2015年          | 54              |
| 2016年          | 48              |
| 2017年          | 59              |
| 2018年          | 58              |
| 2019年          | 54              |
| 2020年          | 48              |
| 2021年          | 40              |
| 2022年          | 36              |
| 2023年          | 40              |

## 駅周辺
駅北側は日本海であり、駅付近の海岸は、東浜海水浴場として開放される。また、羽尾鼻と呼ばれる岬には竜神洞が有る。なお、東に見える尾根の手前には陸上川が日本海へと注いでおり、この東の尾根を越えると、兵庫県である。なお、陸上川を渡った後に、この尾根の下を山陰本線は約1 kmの「陸上トンネル」で抜ける。

## 隣の駅
西日本旅客鉄道（JR西日本）
 山陰本線
居組駅 - 東浜駅 - 岩美駅

#### 広報資料・プレスリリース等1次資料
1. ↑  “TWILIGHT EXPRESS 瑞風で探訪する美しい日本について”.   西日本旅客鉄道 (2015年6月18日). 2015年9月3日閲覧。
2. ↑  “美しい海辺を望む駅、レストランで「TWILIGHT EXPRESS 瑞風」ならではのおもてなしを ～東浜駅エリアの取り組みについて～”.   西日本旅客鉄道 (2016年11月10日). 2016年11月12日閲覧。